# Osbornellus nigrocinctus
Osbornellus nigrocinctus är en insektsart som beskrevs av Delong 1942. Osbornellus nigrocinctus ingår i släktet Osbornellus och familjen dvärgstritar. Inga underarter finns listade i Catalogue of Life.